# Бурцев, Роман Владимирович
Рома́н Влади́мирович Бу́рцев (13 апреля 1971, Каменск-Шахтинский, Ростовская область, РСФСР, СССР — декабрь 2023, колония «Белый лебедь», Соликамск, Пермский край, Россия) — российский серийный убийца, насильник и педофил, действовавший с 1993 по 1996 годы в районе города Каменск-Шахтинский Ростовской области.

## Биография

### Детство и юность
Роман Бурцев родился 13 апреля 1971 года. Родители Бурцева — типичная алкогольная семья. Отец и старший брат были судимы за изнасилование. Рос интровертом, не выделялся из окружающих. В 1984 году Бурцев, тогда ещё ученик средней школы, затащил 12-летнюю девочку в подвал и попытался заставить её раздеться. На счастье девочки, в подвале появилась уборщица и предотвратила преступление. Бурцева поставили на учёт в детской комнате милиции, но несмотря на это, он не производил впечатление будущего маньяка.
Бурцев окончил восьмилетнюю школу и профтехучилище. С 1989 по 1991 год служил в Вооружённых силах; вернувшись из армии, устроился работать электросварщиком на машиностроительный завод в Каменск-Шахтинском; женился (всего был в браке дважды, от второго брака есть сын). Но Бурцева ожидало серьёзное разочарование. Он хотел жениться на девственнице, а оказалось, что у невесты были добрачные связи. Тогда маньяк стал искать «девственность». Некоторое время он пытался знакомиться со школьницами и совращать их. Но те, кто соглашался на секс, девственными не были. И Бурцев уверился, что непорочные девы встречаются лишь среди самых юных.

### Убийства
От других маньяков отличался тем, что крайне тщательно прятал трупы убитых. Все тела, кроме одного, были обнаружены уже после ареста преступника при его содействии. Признан абсолютно вменяемым, возможно именно благодаря последнему обстоятельству. 
Психиатр Александр Бухановский признал Бурцева одним из самых ярких маньяков, с которыми ему приходилось иметь дело.
Первое убийство Роман совершил 15 сентября 1993 года, жертвами стали Евгений Чурилов (12 лет) и Олеся Чурилова (7 лет). Убийца встретил детей около свалки посёлка Заводского, убил мальчика, нанеся удары кулаком по голове и ещё 3 удара металлической пластиной, и задушил девочку, оставив трупы детей в яме с мусором.
Всего Бурцевым были убиты:
- 15 сентября 1993 года — Евгений (12 лет) и Олеся (7 лет) Чуриловы.
- 17 июля 1994 года — Марина Алексеева (12 лет).
- 23 мая 1995 года — Анна Кулинкина (9 лет). Убита на берегу реки Северский Донец.
- 1 июля 1996 года — Ирина Терновская (9 лет).
- 16 июля 1996 года — Наталья Кирбабина (12 лет).

### Арест, следствие и суд
Именно стремление скрыть свои преступления подвело Бурцева. После одного из преступлений он попросил у пожилой женщины, живущей неподалёку, лопату, которой закопал труп и которую затем выбросил. Впоследствии она подробно описала внешность подозрительного человека. Упоминается, что помочь поймать преступника помогла девочка, которую он не успел утащить далеко.
17 июля 1996 года Бурцев был арестован но не признавался. Психиатру Бухановскому удалось убедить Бурцева признаться. Бурцев признался во всех убийствах, объяснял совершение изнасилований детей желанием «попробовать девственность», а убийства — нежеланием быть обнаруженным. 19 февраля 1997 года Ростовский областной суд приговорил его к смертной казни, которая в 1999 году была заменена на пожизненное лишение свободы. Был отправлен отбывать наказание в исправительную колонию особого режима, имеющую неофициальное наименование «Белый лебедь» (город Соликамск Пермского края).

### Последние годы жизни
В колонии особого режима «Белый лебедь» у него диагностировали рак.
Скончался в декабре 2023 года в тюремной больнице при колонии особого режима «Белый лебедь» от последствия рака. О его смерти было объявлено 26 октября 2024 года.

## В массовой культуре
- Выпуск «Треугольник смерти» телепередачи «Необъяснимо, но факт» (2005)
- Выпуск «Наследники Чикатило» телепередачи «Лихие девяностые» (2007)
- Выпуск телепередачи «Момент истины» (03.12.2019)